# Gunnar Bergström (kompositör)
Nils Gunnar Bergström, född 28 december 1932 i Stockholm, död 4 februari 2005, var en svensk kompositör, sångtextförfattare och bolagsdirektör för Sonet Film AB.
Han producerade även ett antal LP-plattor med Jerry Williams och 11 av de 13 låtar rockbandet Ola and the Janglers fick in på Tio i topp mellan 1965 och 1968. Bergström är begravd på Lidingö kyrkogård.

## Filmmusik
- 1964 – Åsa-Nisse i popform
- 1963 – Åsa-Nisse och tjocka släkten
- 1960 – Åsa-Nisse som polis
- 1958 – Linje sex

## Producent
- 1992 - Den demokratiske terroristen